# Високомуцунеста игла
Високомуцунестата игла (Syngnathus typhle) е риба от семейство иглови (Syngnathidae).

## Разпространение
Видът е разпространен в крайбрежните плитки води на източния Атлантически океан, Балтийско море и Британските острови. Също така се среща и в Средиземно море, Черно и Азовско море.